# Молочный (Благодарненский район)
Моло́чный — посёлок в составе Благодарненского городского округа Ставропольского края России.

## Варианты названия
- Посёлок отделения № 2 совхоза Ставропольский[2],

## География
На юго-востоке: посёлок Ставропольский и балка Грязная.
Расстояние до краевого центра: 122 км.
Расстояние до районного центра: 16 км.

## История
Посёлок Молочный до 2017 года входил в состав территории сельского поселения Ставропольский сельсовет Благодарненского района Ставропольского края.

## Население
| 1989 | 2002 | 2010 | 2013 | 2014 | 2021 | 2023 |
| ---- | ---- | ---- | ---- | ---- | ---- | ---- |
| 79   | ↘57  | →57  | ↗61  | ↘60  | ↗65  | ↘47  |

По данным переписи 2002 года, 63 % населения — даргинцы.
По данным переписи 2020 года в национальной структуре населения даргинцы составляли 72,34 %